# Pycnonotus nigricans
Pycnonotus nigricans е вид птица от семейство Pycnonotidae.

## Разпространение
Видът е разпространен в Ангола, Ботсвана, Замбия, Зимбабве, Лесото, Намибия, Свазиленд и Южна Африка.